# أسلام أباد (بربرود الغربي)
أسلام أباد (بالفارسية: اسلام‌آباد) هي قرية تقع في إيران في قسم بربرود الغربي الریفي. يقدر عدد سكانها بـ 61 نسمة .